# Berlin-Grunewald (stacja kolejowa)
Berlin-Grunewald – stacja kolejowa w Berlinie, w Niemczech. Znajdują się tu 2 perony.